# Augur
Augur — децентрализованная площадка для прогнозирования событий, построенная на блокчейне Ethereum.

## История
Проект был основан в 2014 году Джеком Питерсоном и Джо Крюгом. На этапе основания консультантами проекта также являлись основатель проекта Intrade Рон Бернштейн и основатель Ethereum Виталик Бутерин.
В апреле 2015 года Augur запустили свой первый смарт-контракт на базе сети Ethereum. В марте 2016 года проект вошёл в стадию бета-версии. В октябре 2015 года краудфандинг кампания завершилась, по итогу собрав более $5.2 миллионов. В октябре 2016 токены REP, которые были распроданы во время краудфандинг кампании, были официально поддержаны биржами Poloniex и Kraken. В июле 2018 года платформа была официально запущена.